# Ranch-style House

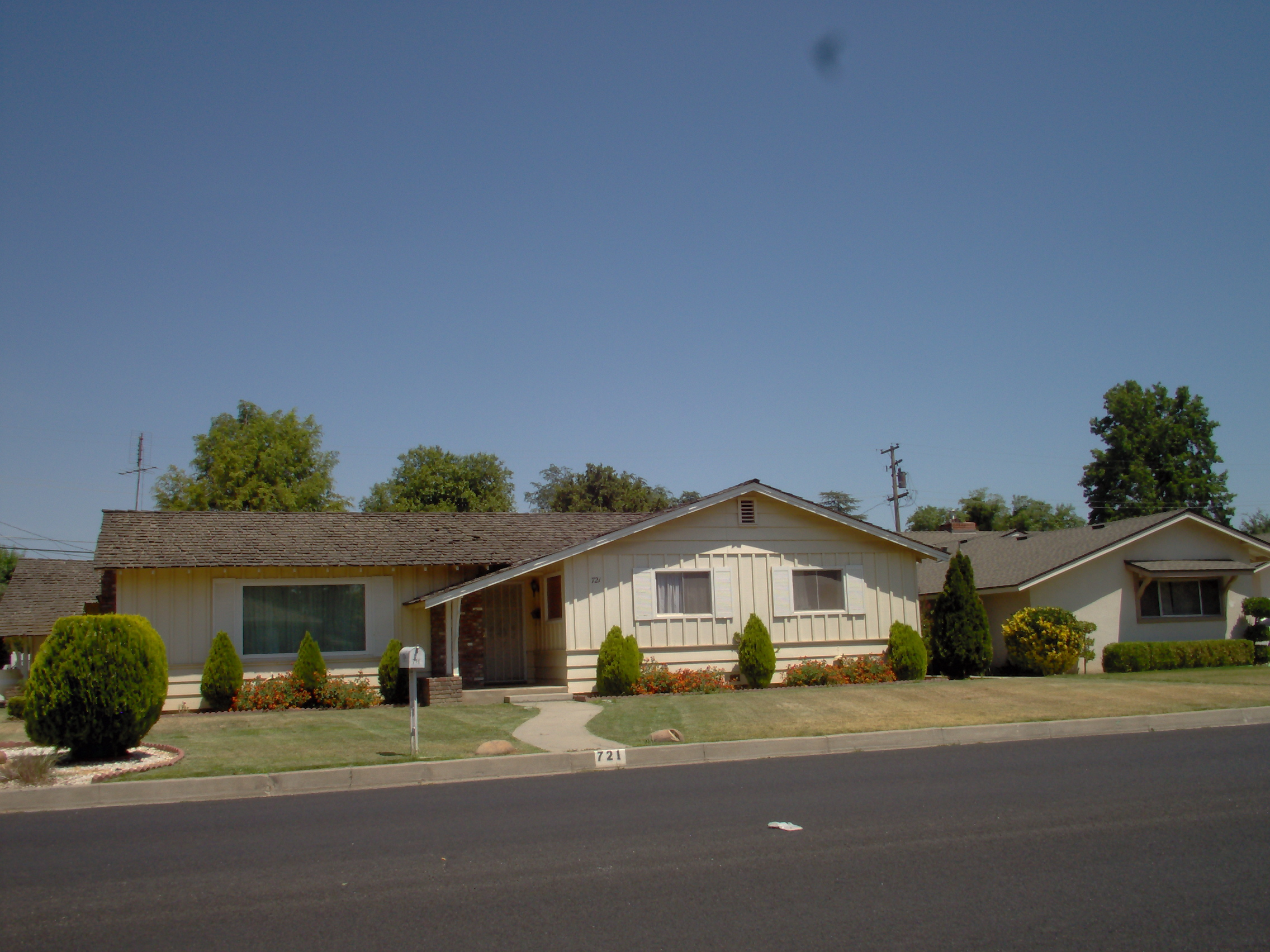
Ranch-style House

Ranch-style House bezeichnet eine typisch US-amerikanische Bauform eines Einfamilienhauses. Die ersten Ranch-style Houses wurden in den 1930er Jahren gebaut, ihre Hauptbauzeit liegt in den 1950er und 1960er Jahren, als zunehmend Vorstädte für die Generation der geburtenstarken Nachkriegsjahrgänge entstehen. Wegen des grundsätzlichen Baukonzeptes – einstöckiges Haus mit einem einfachen Bauplan – werden sie auch als Nachfolger des Shotgun Houses angesehen. Ihre Entstehung ist grundsätzlich mit der Zugänglichkeit von immer mehr Bevölkerungsschichten zu Automobilen und der Verfügbarkeit von Klimaanlagen zu sehen. 
Kennzeichnend für Ranch-style Houses ist neben der Einstöckigkeit die asymmetrische Bauform, die häufig L-förmig ist, die einfache Anordnung der Räume und die Garage als Anbau. Sie wurden in der Regel als einfache Holzkonstruktion errichtet. Kritisiert werden Ranch-style Houses, weil ihnen Stil fehle.